# Copa del Generalísimo de fútbol 1974-75
La Copa del Generalísimo de fútbol 1974-75 fue la edición número 71 de dicha competición española. Contó con la participación de 114 equipos.

## Primera ronda

### Cuadro
| Equipo 1                          | Agr.       | Equipo 2                        | Ida | Vuelta |
| --------------------------------- | ---------- | ------------------------------- | --- | ------ |
| S. D. Unión Club                  | 2-5        | R. S. Gimnástica de Torrelavega | 2-3 | 0-2    |
| Melilla C. F.                     | 1-2        | S. D. Melilla                   | 1-1 | 0-1    |
| C. D. Salmantino                  | 2-6        | C. D. Béjar Industrial          | 1-3 | 1-3    |
| Ag. D. Ceuta                      | 1-0        | Algeciras C. F.                 | 0-0 | 1-0    |
| C. D. Pegaso                      | 5-3        | A. D. Arganda                   | 2-1 | 3-2    |
| U. P. Langreo                     | 4-5        | C. D. Turón                     | 2-2 | 2-3    |
| S. D. Ibiza                       | 0-1        | C. D. Constancia                | 0-0 | 0-1    |
| Onteniente C. F.                  | 1-2        | Villarreal C. F.                | 0-0 | 1-2    |
| C. D. Ensidesa                    | 6-2        | Caudal Deportivo                | 4-1 | 2-1    |
| C. D. Badajoz                     | 1-2        | C. F. Extremadura               | 1-0 | 0-2    |
| A. D. Hellín                      | 1-3        | Yeclano C. F.                   | 0-0 | 1-3    |
| C. D. Eldense                     | 3-2        | C. D. Villena                   | 3-1 | 0-1    |
| Real Granada C. F.                | 3-6        | C. Atlético Marbella            | 1-1 | 2-5    |
| C. D. Logroñés                    | 1-3        | C. D. Guecho                    | 1-0 | 0-3    |
| C. Atlético Universitario         | 1-3        | C. D. Gijón                     | 0-1 | 1-2    |
| Real Unión Club                   | 6-3        | Bilbao Athletic C.              | 3-2 | 3-1    |
| Levante U. D.                     | 3-0        | C. D. Mestalla                  | 3-0 | 0-0    |
| Castilla C. F.                    | 3-1        | C. D. Guadalajara               | 3-0 | 0-1    |
| C. D. Mirandés                    | 2-1        | A. D. Torrejón de Ardoz         | 1-0 | 1-1    |
| Cartagena F. C.                   | 2-3        | Algemesí C. F.                  | 1-1 | 1-2    |
| Orihuela Deportiva C. F.          | 1-5        | C. D. Olímpico                  | 0-2 | 1-3    |
| C. D. Lugo                        | 2-1        | Racing C. de Ferrol             | 1-1 | 1-0    |
| Pontevedra C. F.                  | 5-2        | Club Lemos                      | 4-0 | 1-2    |
| R. C. D. Coruña                   | 5-1        | C. Gran Peña Celtista           | 2-0 | 3-1    |
| C. D. Basconia                    | 2-0        | C. D. Calahorra                 | 1-0 | 1-0    |
| Sestao S. C.                      | 2-3        | S. D. Eibar                     | 1-1 | 1-2    |
| Xerez C. D.                       | (pen.) 4-4 | C. D. San Fernando              | 2-1 | 2-3    |
| Palencia C. F.                    | 2-1        | C. D. Colonia Moscardó          | 1-0 | 1-1    |
| C. Atlético Osasuna               | 1-3        | S. D. Huesca                    | 1-0 | 0-3    |
| Linares C. F.                     | 2-3        | A. D. Almería                   | 1-0 | 1-3    |
| C. F. Calvo Sotelo de Puertollano | 1-2        | C. Getafe Deportivo             | 0-0 | 1-2    |
| R. B. Linense                     | 3-2        | Racing C. Portuense             | 1-0 | 2-2    |
| C. D. Atlético de Ciudadela       | 2-6        | U. D. Poblense                  | 2-2 | 0-4    |
| C. D. Tortosa                     | 0-3        | Vinaroz C. F.                   | 0-0 | 0-3    |
| Gerona C. F.                      | 4-3        | Tarrasa C. F.                   | 3-1 | 1-2    |
| C. D. Manresa                     | 2-1        | C. F. Calella                   | 1-0 | 1-1    |

### Partidos
| Ida; 30 de octubre de 1974 | S. D. Unión Club | 2:3 | R. S. Gimnástica de Torrelavega |  |  |

| Vuelta; 17 de noviembre de 1974 | R. S. Gimnástica de Torrelavega | 2:0 (Global 5:2) | S. D. Unión Club |  |  |

| Ida; 30 de octubre de 1974 | Melilla C. F. | 1:1 | S. D. Melilla |  |  |

| Vuelta; 17 de noviembre de 1974 | S. D. Melilla | 1:0 (Global 2:1) | Melilla C. F. |  |  |

| Ida; 30 de octubre de 1974 | C. D. Salmantino | 1:3 | C. D. Béjar Industrial |  |  |

| Vuelta; 17 de noviembre de 1974 | C. D. Béjar Industrial | 3:1 (Global 6:2) | C. D. Salmantino |  |  |

| Ida; 30 de octubre de 1974 | Ag. D. Ceuta | 0:0 | Algeciras C. F. |  |  |

| Vuelta; 17 de noviembre de 1974 | Algeciras C. F. | 0:1 (Global 0:1) | Ag. D. Ceuta |  |  |

| Ida; 30 de octubre de 1974 | C. D. Pegaso | 2:1 | A. D. Arganda |  |  |

| Vuelta; 17 de noviembre de 1974 | A. D. Arganda | 2:3 (Global 3:5) | C. D. Pegaso |  |  |

| Ida; 30 de octubre de 1974 | U. P. Langreo | 2:2 | C. D. Turón |  |  |

| Vuelta; 17 de noviembre de 1974 | C. D. Turón | 3:2 (Global 5:4) | U. P. Langreo |  |  |

| Ida; 30 de octubre de 1974 | S. D. Ibiza | 0:0 | C. D. Constancia |  |  |

| Vuelta; 17 de noviembre de 1974 | C. D. Constancia | 1:0 (Global 1:0) | S. D. Ibiza |  |  |

| Ida; 30 de octubre de 1974 | Onteniente C. F. | 0:0 | Villarreal C. F. |  |  |

| Vuelta; 17 de noviembre de 1974 | Villarreal C. F. | 2:1 (Global 2:1) | Onteniente C. F. |  |  |

| Ida; 30 de octubre de 1974 | C. D. Ensidesa | 4:1 | Caudal Deportivo |  |  |

| Vuelta; 17 de noviembre de 1974 | Caudal Deportivo | 1:2 (Global 2:6) | C. D. Ensidesa |  |  |

| Ida; 30 de octubre de 1974 | C. D. Badajoz | 1:0 | C. F. Extremadura |  |  |

| Vuelta; 17 de noviembre de 1974 | C. F. Extremadura | 2:0 (Global 2:1) | C. D. Badajoz |  |  |

| Ida; 30 de octubre de 1974 | A. D. Hellín | 0:0 | Yeclano C. F. |  |  |

| Vuelta; 17 de noviembre de 1974 | Yeclano C. F. | 3:1 (Global 3:1) | A. D. Hellín |  |  |

| Ida; 30 de octubre de 1974 | C. D. Eldense | 3:1 | C. D. Villena |  |  |

| Vuelta; 17 de noviembre de 1974 | C. D. Villena | 1:0 (Global 2:3) | C. D. Eldense |  |  |

| Ida; 30 de octubre de 1974 | Real Granada C. F. | 1:1 | C. Atlético Marbella |  |  |

| Vuelta; 17 de noviembre de 1974 | C. Atlético Marbella | 5:2 (Global 6:3) | Real Granada C. F. |  |  |

| Ida; 30 de octubre de 1974 | C. D. Logroñés | 1:0 | C. D. Guecho |  |  |

| Vuelta; 17 de noviembre de 1974 | C. D. Guecho | 3:0 (Global 3:1) | C. D. Logroñés |  |  |

| Ida; 30 de octubre de 1974 | C. Atlético Universitario | 0:1 | C. D. Gijón |  |  |

| Vuelta; 17 de noviembre de 1974 | C. D. Gijón | 2:1 (Global 3:1) | C. Atlético Universitario |  |  |

| Ida; 30 de octubre de 1974 | Real Unión Club | 3:2 | Bilbao Athletic C. |  |  |

| Vuelta; 17 de noviembre de 1974 | Bilbao Athletic C. | 1:3 (Global 3:6) | Real Unión Club |  |  |

| Ida; 30 de octubre de 1974 | Levante U. D. | 3:0 | C. D. Mestalla |  |  |

| Vuelta; 17 de noviembre de 1974 | C. D. Mestalla | 0:0 (Global 0:3) | Levante U. D. |  |  |

| Ida; 30 de octubre de 1974 | Castilla C. F. | 3:0 | C. D. Guadalajara |  |  |

| Vuelta; 17 de noviembre de 1974 | C. D. Guadalajara | 1:0 (Global 1:3) | Castilla C. F. |  |  |

| Ida; 30 de octubre de 1974 | C. D. Mirandés | 1:0 | A. D. Torrejón de Ardoz |  |  |

| Vuelta; 17 de noviembre de 1974 | A. D. Torrejón de Ardoz | 1:1 (Global 1:2) | C. D. Mirandés |  |  |

| Ida; 30 de octubre de 1974 | Cartagena F. C. | 1:1 | Algemesí C. F. |  |  |

| Vuelta; 17 de noviembre de 1974 | Algemesí C. F. | 2:1 (Global 3:2) | Cartagena F. C. |  |  |

| Ida; 30 de octubre de 1974 | Orihuela Deportiva C. F. | 0:2 | C. D. Olímpico |  |  |

| Vuelta; 17 de noviembre de 1974 | C. D. Olímpico | 3:1 (Global 5:1) | Orihuela Deportiva C. F. |  |  |

| Ida; 30 de octubre de 1974 | C. D. Lugo | 1:1 | Racing C. de Ferrol |  |  |

| Vuelta; 17 de noviembre de 1974 | Racing C. de Ferrol | 0:1 (Global 1:2) | C. D. Lugo |  |  |

| Ida; 30 de octubre de 1974 | Pontevedra C. F. | 4:0 | Club Lemos |  |  |

| Vuelta; 17 de noviembre de 1974 | Club Lemos | 2:1 (Global 2:5) | Pontevedra C. F. |  |  |

| Ida; 30 de octubre de 1974 | R. C. D. Coruña | 2:0 | C. Gran Peña Celtista |  |  |

| Vuelta; 17 de noviembre de 1974 | C. Gran Peña Celtista | 1:3 (Global 1:5) | R. C. D. Coruña |  |  |

| Ida; 30 de octubre de 1974 | C. D. Basconia | 1:0 | C. D. Calahorra |  |  |

| Vuelta; 17 de noviembre de 1974 | C. D. Calahorra | 0:1 (Global 0:2) | C. D. Basconia |  |  |

| Ida; 30 de octubre de 1974 | Sestao S. C. | 1:1 | S. D. Eibar |  |  |

| Vuelta; 17 de noviembre de 1974 | S. D. Eibar | 2:1 (Global 3:2) | Sestao S. C. |  |  |

| Ida; 30 de octubre de 1974 | Xerez C. D. | 2:1 | C. D. San Fernando |  |  |

| Vuelta; 17 de noviembre de 1974 | C. D. San Fernando | 3:2 (t. s.)(1-4 p.)(Global 4:4) | Xerez C. D. |  |  |

| Ida; 30 de octubre de 1974 | Palencia C. F. | 1:0 | C. D. Colonia Moscardó |  |  |

| Vuelta; 17 de noviembre de 1974 | C. D. Colonia Moscardó | 1:1 (Global 1:2) | Palencia C. F. |  |  |

| Ida; 30 de octubre de 1974 | C. Atlético Osasuna | 1:0 | S. D. Huesca |  |  |

| Vuelta; 17 de noviembre de 1974 | S. D. Huesca | 3:0 (Global 3:1) | C. Atlético Osasuna |  |  |

| Ida; 30 de octubre de 1974 | Linares C. F. | 1:0 | A. D. Almería |  |  |

| Vuelta; 17 de noviembre de 1974 | A. D. Almería | 3:1 (Global 3:2) | Linares C. F. |  |  |

| Ida; 30 de octubre de 1974 | C. F. Calvo Sotelo de Puertollano | 0:0 | C. Getafe Deportivo |  |  |

| Vuelta; 17 de noviembre de 1974 | C. Getafe Deportivo | 2:1 (Global 2:1) | C. F. Calvo Sotelo de Puertollano |  |  |

| Ida; 30 de octubre de 1974 | R. B. Linense | 1:0 | Racing C. Portuense |  |  |

| Vuelta; 17 de noviembre de 1974 | Racing C. Portuense | 2:2 (Global 2:3) | R. B. Linense |  |  |

| Ida; 30 de octubre de 1974 | C. D. Atlético de Ciudadela | 2:2 | U. D. Poblense |  |  |

| Vuelta; 16 de noviembre de 1974 | U. D. Poblense | 4:0 (Global 6:2) | C. D. Atlético de Ciudadela |  |  |

| Ida; 30 de octubre de 1974 | C. D. Tortosa | 0:0 | Vinaroz C. F. |  |  |

| Vuelta; 17 de noviembre de 1974 | Vinaroz C. F. | 3:0 (Global 3:0) | C. D. Tortosa |  |  |

| Ida; 30 de octubre de 1974 | Gerona C. F. | 3:1 | Tarrasa C. F. |  |  |

| Vuelta; 17 de noviembre de 1974 | Tarrasa C. F. | 2:1 (Global 3:4) | Gerona C. F. |  |  |

| Ida; 30 de octubre de 1974 | C. D. Manresa | 1:0 | C. F. Calella |  |  |

| Vuelta; 17 de noviembre de 1974 | C. F. Calella | 1:1 (Global 1:2) | C. D. Manresa |  |  |

## Segunda ronda

### Cuadro
| Equipo 1             | Agr. | Equipo 2                        | Ida | Vuelta |
| -------------------- | ---- | ------------------------------- | --- | ------ |
| C. D. Tudelano       | 1-3  | S. D. Huesca                    | 1-0 | 0-3    |
| R. C. D. Coruña      | 6-1  | Pontevedra C. F.                | 3-0 | 3-1    |
| Club Guernica        | 0-3  | C. D. Basconia                  | 0-0 | 0-3    |
| Gerona C. F.         | 2-4  | C. D. Manresa                   | 2-3 | 0-1    |
| U. D. Poblense       | 2-4  | C. D. Constancia                | 1-1 | 1-3    |
| Vinaroz C. F.        | 0-4  | Villarreal C. F.                | 0-0 | 0-4    |
| S. D. Melilla        | 3-5  | A. D. Almería                   | 3-0 | 0-5    |
| R. B. Linense        | 3-4  | Ag. D. Ceuta                    | 2-2 | 1-2    |
| C. D. Turón          | 2-4  | C. D. Lugo                      | 1-0 | 1-4    |
| C. D. Ensidesa       | 3-1  | C. D. Gijón                     | 2-0 | 1-1    |
| C. F. Extremadura    | 0-1  | C. D. Béjar Industrial          | 0-0 | 0-1    |
| Yeclano C. F.        | 3-5  | C. D. Olímpico                  | 3-2 | 0-3    |
| Real Unión Club      | 2-3  | S. D. Eibar                     | 2-1 | 0-2    |
| C. D. Pegaso         | 1-3  | Castilla C. F.                  | 1-1 | 0-2    |
| C. Atlético Marbella | 3-4  | Xerez C. D.                     | 2-0 | 1-4    |
| Real Jaén C. F.      | 4-2  | C. D. Eldense                   | 4-0 | 0-2    |
| C. D. Mirandés       | 3-2  | Palencia C. F.                  | 3-0 | 0-2    |
| Algemesí C. F.       | 1-2  | Levante U. D.                   | 1-0 | 0-2    |
| C. D. Guecho         | 3-5  | R. S. Gimnástica de Torrelavega | 3-2 | 0-3    |
| C. D. Carabanchel    | 4-2  | C. Getafe Deportivo             | 2-2 | 2-0    |

### Partidos
| Ida; 03 de diciembre de 1974 | C. D. Tudelano | 1:0 | S. D. Huesca |  |  |

| Vuelta; 18 de diciembre de 1974 | S. D. Huesca | 3:0 (Global 3:1) | C. D. Tudelano |  |  |

| Ida; 04 de diciembre de 1974 | R. C. D. Coruña | 3:0 | Pontevedra C. F. |  |  |

| Vuelta; 18 de diciembre de 1974 | Pontevedra C. F. | 1:3 (Global 1:6) | R. C. D. Coruña |  |  |

| Ida; 04 de diciembre de 1974 | Club Guernica | 0:0 | C. D. Basconia |  |  |

| Vuelta; 18 de diciembre de 1974 | C. D. Basconia | 3:0 (Global 3:0) | Club Guernica |  |  |

| Ida; 04 de diciembre de 1974 | Gerona C. F. | 2:3 | C. D. Manresa |  |  |

| Vuelta; 18 de diciembre de 1974 | C. D. Manresa | 1:0 (Global 4:2) | Gerona C. F. |  |  |

| Ida; 04 de diciembre de 1974 | U. D. Poblense | 1:1 | C. D. Constancia |  |  |

| Vuelta; 18 de diciembre de 1974 | C. D. Constancia | 3:1 (Global 4:2) | U. D. Poblense |  |  |

| Ida; 04 de diciembre de 1974 | Vinaroz C. F. | 0:0 | Villarreal C. F. |  |  |

| Vuelta; 18 de diciembre de 1974 | Villarreal C. F. | 4:0 (Global 4:0) | Vinaroz C. F. |  |  |

| Ida; 04 de diciembre de 1974 | S. D. Melilla | 3:0 | A. D. Almería |  |  |

| Vuelta; 18 de diciembre de 1974 | A. D. Almería | 5:0 (Global 5:3) | S. D. Melilla |  |  |

| Ida; 04 de diciembre de 1974 | R. B. Linense | 2:2 | Ag. D. Ceuta |  |  |

| Vuelta; 18 de diciembre de 1974 | Ag. D. Ceuta | 2:1 (Global 4:3) | R. B. Linense |  |  |

| Ida; 04 de diciembre de 1974 | C. D. Turón | 1:0 | C. D. Lugo |  |  |

| Vuelta; 18 de diciembre de 1974 | C. D. Lugo | 4:1 (Global 4:2) | C. D. Turón |  |  |

| Ida; 04 de diciembre de 1974 | C. D. Ensidesa | 2:0 | C. D. Gijón |  |  |

| Vuelta; 18 de diciembre de 1974 | C. D. Gijón | 1:1 (Global 1:3) | C. D. Ensidesa |  |  |

| Ida; 04 de diciembre de 1974 | C. F. Extremadura | 0:0 | C. D. Béjar Industrial |  |  |

| Vuelta; 18 de diciembre de 1974 | C. D. Béjar Industrial | 1:0 (Global 1:0) | C. F. Extremadura |  |  |

| Ida; 04 de diciembre de 1974 | Yeclano C. F. | 3:2 | C. D. Olímpico |  |  |

| Vuelta; 18 de diciembre de 1974 | C. D. Olímpico | 3:0 (Global 5:3) | Yeclano C. F. |  |  |

| Ida; 04 de diciembre de 1974 | Real Unión Club | 2:1 | S. D. Eibar |  |  |

| Vuelta; 18 de diciembre de 1974 | S. D. Eibar | 2:0 (Global 3:2) | Real Unión Club |  |  |

| Ida; 04 de diciembre de 1974 | C. D. Pegaso | 1:1 | Castilla C. F. |  |  |

| Vuelta; 18 de diciembre de 1974 | Castilla C. F. | 2:0 (Global 3:1) | C. D. Pegaso |  |  |

| Ida; 04 de diciembre de 1974 | C. Atlético Marbella | 2:0 | Xerez C. D. |  |  |

| Vuelta; 18 de diciembre de 1974 | Xerez C. D. | 4:1 (Global 4:3) | C. Atlético Marbella |  |  |

| Ida; 04 de diciembre de 1974 | Real Jaén C. F. | 4:0 | C. D. Eldense |  |  |

| Vuelta; 18 de diciembre de 1974 | C. D. Eldense | 2:0 (Global 2:4) | Real Jaén C. F. |  |  |

| Ida; 04 de diciembre de 1974 | C. D. Mirandés | 3:0 | Palencia C. F. |  |  |

| Vuelta; 18 de diciembre de 1974 | Palencia C. F. | 2:0 (Global 2:3) | C. D. Mirandés |  |  |

| Ida; 04 de diciembre de 1974 | Algemesí C. F. | 1:0 | Levante U. D. |  |  |

| Vuelta; 18 de diciembre de 1974 | Levante U. D. | 2:0 (Global 2:1) | Algemesí C. F. |  |  |

| Ida; 04 de diciembre de 1974 | C. D. Guecho | 3:2 | R. S. Gimnástica de Torrelavega |  |  |

| Vuelta; 18 de diciembre de 1974 | R. S. Gimnástica de Torrelavega | 3:0 (Global 5:3) | C. D. Guecho |  |  |

| Ida; 05 de diciembre de 1974 | C. D. Carabanchel | 2:2 | C. Getafe Deportivo |  |  |

| Vuelta; 18 de diciembre de 1974 | C. Getafe Deportivo | 0:2 (Global 2:4) | C. D. Carabanchel |  |  |

## Tercera ronda

### Cuadro
| Equipo 1                        | Agr.       | Equipo 2                   | Ida | Vuelta |
| ------------------------------- | ---------- | -------------------------- | --- | ------ |
| S. D. Huesca                    | 0-1        | Deportivo Alavés           | 0-0 | 0-1    |
| Xerez C. D.                     | 1-2        | Cultural D. Leonesa        | 0-0 | 1-2    |
| C. D. Lugo                      | 1-6        | C. Gimnástico de Tarragona | 1-1 | 0-5    |
| R. C. D. Mallorca               | (pen.) 3-3 | C. D. Carabanchel          | 2-0 | 1-3    |
| C. D. Olímpico                  | 2-3        | R. C. Recreativo de Huelva | 2-2 | 0-1    |
| Real Oviedo C. F.               | 4-2        | Real Jaén C. F.            | 3-2 | 1-0    |
| R. C. D. Coruña                 | 1-2        | C. D. Orense               | 0-0 | 1-2    |
| A. D. Rayo Vallecano            | 4-0        | S. D. Eibar                | 2-0 | 2-0    |
| C. D. Sabadell C. F.            | 4-2        | C. D. Mirandés             | 1-0 | 3-2    |
| R. S. Gimnástica de Torrelavega | 1-2        | C. D. San Andrés           | 1-0 | 0-2    |
| Sevilla C. F.                   | 2-1        | C. D. Ensidesa             | 2-0 | 0-1    |
| Real Valladolid Deportivo       | 3-5        | C. D. Constancia           | 2-1 | 1-4    |
| Ag. D. Ceuta                    | 2-3        | C. D. Castellón            | 2-0 | 0-3    |
| R. Racing C. de Santander       | 2-3        | Levante U. D.              | 2-1 | 0-2    |
| A. D. Almería                   | 5-6        | Cádiz C. F.                | 3-3 | 2-3    |
| Burgos C. F.                    | 5-3        | C. D. Manresa              | 4-2 | 1-1    |
| Córdoba C. F.                   | 5-1        | Villarreal C. F.           | 4-0 | 1-1    |
| C. D. Béjar Industrial          | 2-3        | Baracaldo C. F.            | 1-1 | 1-2    |
| F. C. Barcelona Atlético        | 4-3        | Castilla C. F.             | 2-0 | 2-3    |
| C. D. Basconia                  | 0-6        | C. D. Tenerife             | 0-0 | 0-6    |

### Partidos
| Ida; 08 de enero de 1975 | S. D. Huesca | 0:0 | Deportivo Alavés |  |  |

| Vuelta; 29 de enero de 1975 | Deportivo Alavés | 1:0 (Global 1:0) | S. D. Huesca |  |  |

| Ida; 08 de enero de 1975 | Xerez C. D. | 0:0 | Cultural D. Leonesa |  |  |

| Vuelta; 29 de enero de 1975 | Cultural D. Leonesa | 2:1 (Global 2:1) | Xerez C. D. |  |  |

| Ida; 08 de enero de 1975 | C. D. Lugo | 1:1 | C. Gimnástico de Tarragona |  |  |

| Vuelta; 29 de enero de 1975 | C. Gimnástico de Tarragona | 5:0 (Global 6:1) | C. D. Lugo |  |  |

| Ida; 08 de enero de 1975 | R. C. D. Mallorca | 2:0 | C. D. Carabanchel |  |  |

| Vuelta; 30 de enero de 1975 | C. D. Carabanchel | 3:1 (t. s.)(5-6 p.)(Global 3:3) | R. C. D. Mallorca |  |  |

| Ida; 08 de enero de 1975 | C. D. Olímpico | 2:2 | R. C. Recreativo de Huelva |  |  |

| Vuelta; 29 de enero de 1975 | R. C. Recreativo de Huelva | 1:0 (Global 3:2) | C. D. Olímpico |  |  |

| Ida; 08 de enero de 1975 | Real Oviedo C. F. | 3:2 | Real Jaén C. F. |  |  |

| Vuelta; 29 de enero de 1975 | Real Jaén C. F. | 0:1 (Global 2:4) | Real Oviedo C. F. |  |  |

| Ida; 08 de enero de 1975 | R. C. D. Coruña | 0:0 | C. D. Orense |  |  |

| Vuelta; 29 de enero de 1975 | C. D. Orense | 2:1 (Global 2:1) | R. C. D. Coruña |  |  |

| Ida; 08 de enero de 1975 | A. D. Rayo Vallecano | 2:0 | S. D. Eibar |  |  |

| Vuelta; 29 de enero de 1975 | S. D. Eibar | 0:2 (Global 0:4) | A. D. Rayo Vallecano |  |  |

| Ida; 08 de enero de 1975 | C. D. Sabadell C. F. | 1:0 | C. D. Mirandés |  |  |

| Vuelta; 30 de enero de 1975 | C. D. Mirandés | 2:3 (Global 2:4) | C. D. Sabadell C. F. |  |  |

| Ida; 08 de enero de 1975 | R. S. Gimnástica de Torrelavega | 1:0 | C. D. San Andrés |  |  |

| Vuelta; 29 de enero de 1975 | C. D. San Andrés | 2:0 (Global 2:1) | R. S. Gimnástica de Torrelavega |  |  |

| Ida; 08 de enero de 1975 | Sevilla C. F. | 2:0 | C. D. Ensidesa |  |  |

| Vuelta; 29 de enero de 1975 | C. D. Ensidesa | 1:0 (Global 1:2) | Sevilla C. F. |  |  |

| Ida; 08 de enero de 1975 | Real Valladolid Deportivo | 2:1 | C. D. Constancia |  |  |

| Vuelta; 29 de enero de 1975 | C. D. Constancia | 4:1 (Global 5:3) | Real Valladolid Deportivo |  |  |

| Ida; 08 de enero de 1975 | Ag. D. Ceuta | 2:0 | C. D. Castellón |  |  |

| Vuelta; 29 de enero de 1975 | C. D. Castellón | 3:0 (Global 3:2) | Ag. D. Ceuta |  |  |

| Ida; 08 de enero de 1975 | R. Racing C. de Santander | 2:1 | Levante U. D. |  |  |

| Vuelta; 29 de enero de 1975 | Levante U. D. | 2:0 (Global 3:2) | R. Racing C. de Santander |  |  |

| Ida; 08 de enero de 1975 | A. D. Almería | 3:3 | Cádiz C. F. |  |  |

| Vuelta; 29 de enero de 1975 | Cádiz C. F. | 3:2 (Global 6:5) | A. D. Almería |  |  |

| Ida; 08 de enero de 1975 | Burgos C. F. | 4:2 | C. D. Manresa |  |  |

| Vuelta; 22 de enero de 1975 | C. D. Manresa | 1:1 (Global 3:5) | Burgos C. F. |  |  |

| Ida; 08 de enero de 1975 | Córdoba C. F. | 4:0 | Villarreal C. F. |  |  |

| Vuelta; 28 de enero de 1975 | Villarreal C. F. | 1:1 (Global 1:5) | Córdoba C. F. |  |  |

| Ida; 08 de enero de 1975 | C. D. Béjar Industrial | 1:1 | Baracaldo C. F. |  |  |

| Vuelta; 29 de enero de 1975 | Baracaldo C. F. | 2:1 (Global 3:2) | C. D. Béjar Industrial |  |  |

| Ida; 08 de enero de 1975 | F. C. Barcelona Atlético | 2:0 | Castilla C. F. |  |  |

| Vuelta; 29 de enero de 1975 | Castilla C. F. | 3:2 (Global 3:4) | F. C. Barcelona Atlético |  |  |

| Ida; 08 de enero de 1975 | C. D. Basconia | 0:0 | C. D. Tenerife |  |  |

| Vuelta; 29 de enero de 1975 | C. D. Tenerife | 6:0 (Global 6:0) | C. D. Basconia |  |  |

## Cuarta ronda

### Cuadro
| Equipo 1                   | Agr. | Equipo 2                   | Ida | Vuelta |
| -------------------------- | ---- | -------------------------- | --- | ------ |
| Burgos C. F.               | 3-2  | Real Murcia C. F.          | 3-1 | 0-1    |
| U. D. Las Palmas           | 3-1  | C. D. Tenerife             | 2-0 | 1-1    |
| Elche C. F.                | 0-3  | R. C. Recreativo de Huelva | 0-1 | 0-2    |
| Córdoba C. F.              | 2-3  | Hércules C. F.             | 1-0 | 1-3    |
| Cultural D. Leonesa        | 4-2  | C. D. Castellón            | 4-0 | 0-2    |
| F. C. Barcelona Atlético   | 3-2  | U. D. Salamanca            | 2-1 | 1-1    |
| Baracaldo C. F.            | 3-4  | C. D. Orense               | 2-2 | 1-2    |
| Deportivo Alavés           | 0-3  | C. D. San Andrés           | 0-1 | 0-2    |
| Levante U. D.              | 3-3  | R. Sporting de Gijón       | 0-1 | 3-2    |
| Real Oviedo C. F.          | 5-2  | C. D. Sabadell C. F.       | 3-0 | 2-2    |
| A. D. Rayo Vallecano       | 4-5  | Valencia C. F.             | 3-4 | 1-1    |
| Sevilla C. F.              | 3-4  | R. C. Celta de Vigo        | 2-0 | 1-4    |
| C. Gimnástico de Tarragona | 3-1  | C. D. Constancia           | 2-0 | 1-1    |
| R. C. D. Español           | 2-1  | Cádiz C. F.                | 2-1 | 0-0    |

### Partidos
| Ida; 12 de febrero de 1975 | Burgos C. F. | 3:1 | Real Murcia C. F. |  |  |

| Vuelta; 26 de febrero de 1975 | Real Murcia C. F. | 1:0 (Global 2:3) | Burgos C. F. |  |  |

| Ida; 12 de febrero de 1975 | U. D. Las Palmas | 2:0 | C. D. Tenerife |  |  |

| Vuelta; 26 de febrero de 1975 | C. D. Tenerife | 1:1 (Global 1:3) | U. D. Las Palmas |  |  |

| Ida; 12 de febrero de 1975 | Elche C. F. | 0:1 | R. C. Recreativo de Huelva |  |  |

| Vuelta; 26 de febrero de 1975 | R. C. Recreativo de Huelva | 2:0 (Global 3:0) | Elche C. F. |  |  |

| Ida; 12 de febrero de 1975 | Córdoba C. F. | 1:0 | Hércules C. F. |  |  |

| Vuelta; 26 de febrero de 1975 | Hércules C. F. | 3:1 (Global 3:2) | Córdoba C. F. |  |  |

| Ida; 12 de febrero de 1975 | Cultural D. Leonesa | 4:0 | C. D. Castellón |  |  |

| Vuelta; 26 de febrero de 1975 | C. D. Castellón | 2:0 (Global 2:4) | Cultural D. Leonesa |  |  |

| Ida; 12 de febrero de 1975 | F. C. Barcelona Atlético | 2:1 | U. D. Salamanca |  |  |

| Vuelta; 26 de febrero de 1975 | U. D. Salamanca | 1:1 (Global 2:3) | F. C. Barcelona Atlético |  |  |

| Ida; 12 de febrero de 1975 | Baracaldo C. F. | 2:2 | C. D. Orense |  |  |

| Vuelta; 26 de febrero de 1975 | C. D. Orense | 2:1 (Global 4:3) | Baracaldo C. F. |  |  |

| Ida; 12 de febrero de 1975 | Deportivo Alavés | 0:1 | C. D. San Andrés |  |  |

| Vuelta; 26 de febrero de 1975 | C. D. San Andrés | 2:0 (Global 3:0) | Deportivo Alavés |  |  |

| Ida; 12 de febrero de 1975 | Levante U. D. | 0:1 | R. Sporting de Gijón |  |  |

| Vuelta; 26 de febrero de 1975 | R. Sporting de Gijón | 2:3 (Global 3:3) | Levante U. D. |  |  |

| Ida; 12 de febrero de 1975 | Real Oviedo C. F. | 3:0 | C. D. Sabadell C. F. |  |  |

| Vuelta; 26 de febrero de 1975 | C. D. Sabadell C. F. | 2:2 (Global 2:5) | Real Oviedo C. F. |  |  |

| Ida; 12 de febrero de 1975 | A. D. Rayo Vallecano | 3:4 | Valencia C. F. |  |  |

| Vuelta; 26 de febrero de 1975 | Valencia C. F. | 1:1 (Global 5:4) | A. D. Rayo Vallecano |  |  |

| Ida; 12 de febrero de 1975 | Sevilla C. F. | 2:0 | R. C. Celta de Vigo |  |  |

| Vuelta; 26 de febrero de 1975 | R. C. Celta de Vigo | 4:1 (Global 4:3) | Sevilla C. F. |  |  |

| Ida; 12 de febrero de 1975 | C. Gimnástico de Tarragona | 2:0 | C. D. Constancia |  |  |

| Vuelta; 26 de febrero de 1975 | C. D. Constancia | 1:1 (Global 1:3) | C. Gimnástico de Tarragona |  |  |

| Ida; 12 de febrero de 1975 | R. C. D. Español | 2:1 | Cádiz C. F. |  |  |

| Vuelta; 26 de febrero de 1975 | Cádiz C. F. | 0:0 (Global 1:2) | R. C. D. Español |  |  |

## Quinta ronda

### Cuadro
| Equipo 1                   | Agr.       | Equipo 2                   | Ida | Vuelta |
| -------------------------- | ---------- | -------------------------- | --- | ------ |
| Real Betis Balompié        | 3-2        | C. Gimnástico de Tarragona | 3-1 | 0-1    |
| U. D. Las Palmas           | 3-2        | R. C. D. Español           | 1-1 | 2-1    |
| Hércules C. F.             | 3-6        | F. C. Barcelona Atlético   | 2-0 | 1-6    |
| Valencia C. F.             | 3-5        | R. Sporting de Gijón       | 3-2 | 0-3    |
| Real Oviedo C. F.          | 1-1 (pen.) | Burgos C. F.               | 1-1 | 0-0    |
| Cultural D. Leonesa        | 3-3 (pen.) | C. D. Orense               | 2-0 | 1-3    |
| R. C. Recreativo de Huelva | 3-5        | R. C. Celta de Vigo        | 2-1 | 1-4    |
| C. D. San Andrés           | 4-1        | R. C. D. Mallorca          | 3-0 | 1-1    |

### Partidos
| Ida; 12 de marzo de 1975 | Real Betis Balompié | 3:1 | C. Gimnástico de Tarragona |  |  |

| Vuelta; 02 de abril de 1975 | C. Gimnástico de Tarragona | 1:0 (Global 2:3) | Real Betis Balompié |  |  |

| Ida; 12 de marzo de 1975 | U. D. Las Palmas | 1:1 | R. C. D. Español |  |  |

| Vuelta; 02 de abril de 1975 | R. C. D. Español | 1:2 (Global 2:3) | U. D. Las Palmas |  |  |

| Ida; 12 de marzo de 1975 | Hércules C. F. | 2:0 | F. C. Barcelona Atlético |  |  |

| Vuelta; 02 de abril de 1975 | F. C. Barcelona Atlético | 6:1 (Global 6:3) | Hércules C. F. |  |  |

| Ida; 12 de marzo de 1975 | Valencia C. F. | 3:2 | R. Sporting de Gijón |  |  |

| Vuelta; 02 de abril de 1975 | R. Sporting de Gijón | 3:0 (Global 5:3) | Valencia C. F. |  |  |

| Ida; 12 de marzo de 1975 | Real Oviedo C. F. | 1:1 | Burgos C. F. |  |  |

| Vuelta; 02 de abril de 1975 | Burgos C. F. | 0:0 (t. s.)(5-4 p.)(Global 1:1) | Real Oviedo C. F. |  |  |

| Ida; 12 de marzo de 1975 | Cultural D. Leonesa | 2:0 | C. D. Orense |  |  |

| Vuelta; 02 de abril de 1975 | C. D. Orense | 3:1 (t. s.)(4-3 p.)(Global 3:3) | Cultural D. Leonesa |  |  |

| Ida; 18 de marzo de 1975 | R. C. Recreativo de Huelva | 2:1 | R. C. Celta de Vigo |  |  |

| Vuelta; 08 de abril de 1975 | R. C. Celta de Vigo | 4:1 (Global 5:3) | R. C. Recreativo de Huelva |  |  |

| Ida; 19 de marzo de 1975 | C. D. San Andrés | 3:0 | R. C. D. Mallorca |  |  |

| Vuelta; 02 de abril de 1975 | R. C. D. Mallorca | 1:1 (Global 1:4) | C. D. San Andrés |  |  |

| Vuelta; 28 de junio de 1975 | Real Madrid C. F. | 2:1 (Global 4:3) | Real Zaragoza C. D. |  |  |

## Fase final

### Octavos de final
La ronda de los octavos de final tuvo lugar los días 1 de junio, los partidos de ida; y 4 de junio de 1975, los de vuelta.
| Local ida               | Resultado global    | Local vuelta             | Ida   | Vuelta |
| ----------------------- | ------------------- | ------------------------ | ----- | ------ |
| Club Atlético de Madrid | 7 - 0               | F. C. Barcelona Atlético | 5 - 0 | 2 - 0  |
| Real Betis Balompié     | 0 - 2               | Athletic Club            | 0 - 0 | 0 - 2  |
| R. C. Celta de Vigo     | 5 - 5 (pen., 2 - 4) | Real Zaragoza            | 4 - 2 | 1 - 3  |
| C. D. Málaga            | 2 - 3               | U. D. Las Palmas         | 1 - 1 | 1 - 2  |
| C. D. Orense            | 1 - 3               | Real Madrid C. F.        | 0 - 0 | 1 - 3  |
| Real Sociedad de Fútbol | 4 - 3               | Burgos C. F.             | 3 - 1 | 1 - 2  |
| C. E. Sant Andreu       | 1 - 3               | F. C. Barcelona          | 1 - 2 | 0 - 1  |
| Real Sporting de Gijón  | 1 - 2               | Granada C. F.            | 0 - 0 | 1 - 2  |

### Cuartos de final
La ronda de cuartos de final tuvo lugar entre los días 8 de junio, los partidos de ida; y 15 de junio de 1975, los de vuelta.
| Local ida               | Resultado global    | Local vuelta      | Ida   | Vuelta |
| ----------------------- | ------------------- | ----------------- | ----- | ------ |
| Club Atlético de Madrid | 3 - 2               | Granada C. F.     | 2 - 0 | 1 - 2  |
| F. C. Barcelona         | 0 - 1               | Real Zaragoza     | 0 - 0 | 0 - 1  |
| U. D. Las Palmas        | 4 - 5               | Real Madrid C. F. | 4 - 0 | 0 - 5  |
| Real Sociedad de Fútbol | 4 - 4 (pen., 5 - 6) | Athletic Club     | 3 - 1 | 1 - 3  |

### Semifinales
La ronda de semifinales tuvo lugar entre el 22 de junio, los partidos de ida; y el 29 de junio de 1975, los de vuelta.
| Local ida               | Resultado global | Local vuelta      | Ida   | Vuelta |
| ----------------------- | ---------------- | ----------------- | ----- | ------ |
| Club Atlético de Madrid | 2 - 0            | Athletic Club     | 2 - 0 | 0 - 0  |
| Real Zaragoza           | 3 - 4            | Real Madrid C. F. | 2 - 2 | 1 - 2  |

### Final
La final de la Copa del Generalísimo 1974-75 tuvo lugar el 5 de julio de 1975 en el estadio Vicente Calderón de Madrid.
| 05 de julio de 1975 | Real Madrid C. F. | 0:0 (t. s.)(4-3 p.) | C. Atlético de Madrid | Estadio Vicente Calderón, Madrid                                    |  |
|                     |                   |                     |                       | Asistencia: 60 000 espectadores Árbitro(s): Pedro María Urrestarazu |  |

|                           |
| Campeón Real Madrid C. F. |
| 13er título               |